# هاکوب اوشاکان
هاکوب اوشاکان (ارمنی: Յակոբ Օշական؛ ۹ دسامبر ۱۸۸۳ – ۱۷ فوریهٔ ۱۹۴۸) یک نویسنده، رمان‌نویس و نمایش‌نامه‌نویس ارمنی بود.

## زندگی
اوشاکان در سال ۱۸۸۳ میلادی با نام اصلی هاکوب کوفجیان (Hagop Kufejian) در روستای Soloz در نزدیکی بورسا به دنیا آمد. در پایان سال ۱۹۲۲ همانند بسیاری از اندیشمندان ارمنی وی نیز پس از ورود قوای کمالیست، کنستانتینوپل را برای همیشه ترک گفت. برای مدت کوهایی در پلوودیو، بلغارستان به سر برد و سپس به عنوان معلم ادبیات ارمنی در مصر (۱۹۲۴–۱۹۲۸) قبرس (۱۹۲۸–۱۹۳۵) و فلسطین (۱۹۳۵–۱۹۴۸) فعالیت پرداخت. وی در حالی که در آستانه یک سفر برنامه‌ریزی شده به دیرالزور، مکانی که در طی نسل‌کشی ارمنی‌ها صدها هزار ارمنی جانباخته بودند بود در هنگام بازدیدش از حلب درگذشت. پسرش واهه اوشاکان (۱۹۲۱–۲۰۰۰) جای پای پدرش را دنبال کرد.